# بريدجستون أرينا
بريدجستون أرينا (بالإنجليزية: Bridgestone Arena)‏ هو مكان متعدد الأغراض في وسط مدينة ناشفيل، تينيسي، الولايات المتحدة.